# Henk Groot
Henk Groot (22. dubna 1938, Zaandijk, Nizozemsko – 11. května 2022) byl nizozemský fotbalista, který hrával na pozici útočníka. Celou svou fotbalovou kariéru strávil v Nizozemsku. Patří mezi nejlepší kanonýry v historii Ajaxu Amsterdam, se svými 41 nastřílenými góly během jedné sezóny drží klubový rekord. Zároveň je to druhý nejlepší počin v historii Eredivisie (po Coenu Dillenovi se 43 góly).

## Klubová kariéra
Nejúspěšnější období zažil v dresu nizozemského Ajaxu, s nímž vyhrál čtyřikrát titul v Eredivisie a dvakrát prvenství v nizozemském poháru. Ve finále nizozemského poháru sezóny 1960/61 dal hattrick proti NAC Breda a zařídil tak vítězství 3:0. V sezóně 1966/67 porazil Ajax ve finále opět Bredu, tentokrát 2:1 (Groot ve finále neskóroval). Ve svém prvním ročníku v Ajaxu 1959/60 se stal s 37 vstřelenými brankami nejlepším střelcem Eredivisie. Tento individuální úspěch si zopakoval i v následující sezóně 1960/61, střeleckou bilanci vylepšil na úctyhodných 41 branek.
I během dvou sezón ve Feyenoordu (1963–1965) sklízel úspěchy, vyhrál v ročníku 1964/65 tzv. double - titul v Eredivisie i nizozemském poháru (ve finále porazil Feyenoord klub Go Ahead Eagles 1:0).
Po svém návratu do Ajaxu v roce 1965 hrával s mladým talentem Johanem Cruijffem.

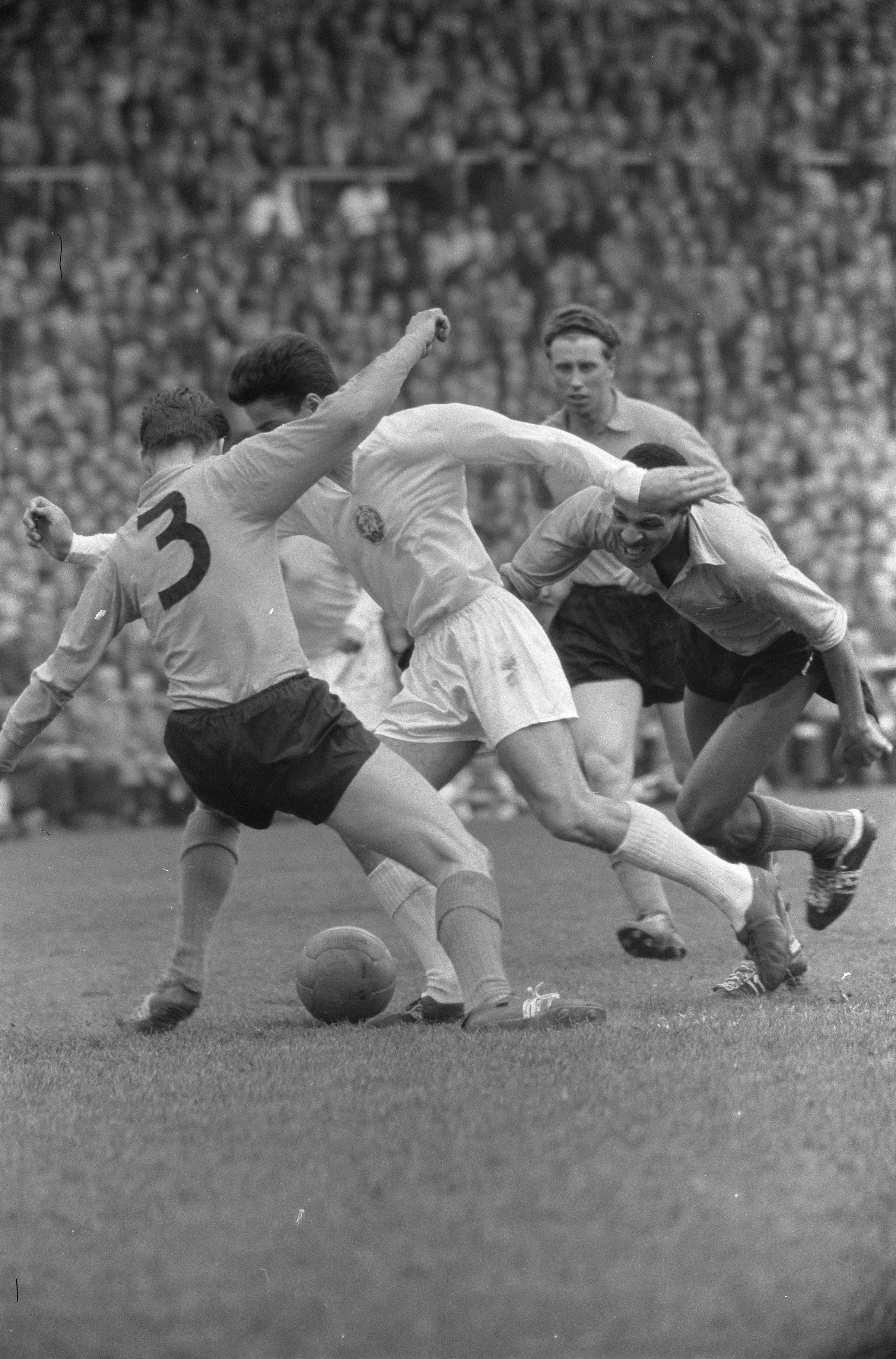
Utkání Nizozemsko–Bulharsko 3. dubna 1960 (4:2), v němž Henk Groot nastoupil

## Reprezentační kariéra
V letech 1960–1969 nastupoval za nizozemskou fotbalovou reprezentaci. Svůj reprezentační debut absolvoval 3. dubna 1960 v přátelském utkání proti týmu Bulharska, Nizozemsko vyhrálo 4:2, Groot vsítil jeden gól. Celkem odehrál v nizozemské reprezentaci 39 zápasů a vstřelil v nich 12 branek.